# Liviu Totolici
Liviu Totolici (n. 1 ianuarie 1969, București, România) este un fost jucător român de polo pe apă care a concurat la Jocurile Olimpice de vară din 1996.